# 正福寺 (伊賀市)
正福寺（しょうふくじ）は、三重県伊賀市にある、真言宗豊山派の仏教寺院。山号は雨華山（うげざん）、院号は観音院（かんのんいん）。本尊は阿弥陀如来。
当山は古来、日を限って所願成就を祈ることから、ひぎり大師と呼ばれる弘法大師を祀り親しまれている。

## 歴史
天正伊賀の乱と伊賀上野地震で諸堂宇が焼失、倒壊してしまい、縁起の史料となるものが残されておらず、鎌倉後期建立と推定されている五輪塔がある以外、詳細は不明となっている。地震後、本尊を庫裏に安置していたが、昭和54年（1979年）に現在の本堂が建てられ、本尊は移された。

## 年中行事
- 1月8日 - 初祈祷、護摩祈祷供
- 2月節分の日 - 節分会、厄除祈祷、星まつり
- 7月8日 - 厄除きゅうり封じ
- 春秋彼岸 - 彼岸供養、無縁仏供養

## 周辺
- 上野城 （上野公園）
- 佛土寺
- 和銅の道
  - 和銅の道とは、昭和54年（1979年）、国際児童年を記念して、県が「母と子の自然と歴史の散歩道」と名づけて設置された、伊賀上野駅を起点にしたハイキングコース[2]。

## アクセス
- JR伊賀上野駅より西へ徒歩約10分。
- 伊賀鉄道新居駅より徒歩約5分。
- 名阪国道上野インターチェンジより国道422号を北進し、高砂交差点より 県道680号を西へ。